# Ciclo Pendragon
Ciclo Pendragon es una serie de novelas de género fantástico y ficción histórica escritas por el estadounidense Stephen R. Lawhead. Tienen como base diversas leyendas artúricas, mitología galesa y atlante, y transcurren en el marco de Gran Bretaña durante el fin del Imperio Romano de Occidente.

## Estructura y cronología
El ciclo está dividido en cinco libros que, ordenados por fecha de publicación, son:
- Taliesin (1987)
- Merlín (1988)
- Arturo (1989)
- Pendragon (1994)
- Grial (1997)

En un principio, la serie se ideó como una trilogía pero, ante el final abrupto de Arturo y la existencia de varias historias y líneas argumentales sin explotar, Lawhead decidió escribir dos precuelas a dicho volumen.

## Argumento

### Contexto histórico
La serie está ambientada en los siglos V y VI d. C. e intenta presentar las leyendas artúricas en un marco histórico en el que el lector pueda asociar la historia narrada con la realidad. Lawhead basó sus historias en el Mabinogion, la Historia Regum Britanniae y otros trabajos de Godofredo de Monmouth, los escritos de Taliesin, Gildas y Nennius, entre otros.

### Taliesin
El primer volumen narra las vidas de Taliesin, hijo del rey Elphin ap Gwyddno Garanhir y príncipe-bardo del pueblo Cymry, y Charis, hija del rey Avallach y superviviente del hundimiento de la Atlántida.

### Personajes principales
Arturo,
Merlín,
Llenlleawg (Lancelot),
Taliesin, 
Bedwyr, 
Caius,
Morgian (Morgana Le fai),
Charis,
Avalach,